# 天津金城银行大楼
天津金城银行大楼是金城银行在中国天津建造的总行大楼。该总行开设于1917年，由中国近代银行家周作民创办。行名取“金城汤池永久坚固”之意。选址在天津英租界的主要街道维多利亚道（今解放北路108号），作为天津租界时代留存下来的重要建筑之一，该建筑目前是天津市文物保护单位和重点保护等级历史风貌建筑。

## 建筑
天津金城银行大楼建于1937年，由中国第一代著名建筑师——华信工程司的沈理源先生设计。建筑为二层砖木结构，带地下室，外墙装饰面砖。建筑布局规整对称，造型为古典复兴与民居建筑的混合，立面装饰丰富，大楼原有高耸多坡可利用屋顶，在1976年地震中震损，2008年修复。

## 内部链接
- 金城银行